# La armada Brancaleone
La armada Brancaleone es una película italiana de 1966, dirigida por Mario Monicelli, protagonizada por Vittorio Gassman, Gian Maria Volonté, Enrico Maria Salerno, Catherine Spaak, Folco Lulli, Maria Grazia Buccella y Barbara Steele en los papeles principales.
Galardonada con tres premios Nastro d'argento 1967: a la mejor fotografía, al mejor vestuario y a la mejor música. 
Tuvo una secuela llamada Brancaleone en las cruzadas (Brancaleone alle crociate, 1970), dirigida también por Mario Monicelli.

## Trama
La película muestra a un joven aristócrata llamado Brancaleone (Vittorio Gassman) que, educado en el código ético de la caballería medieval, debe reclamar una presunta herencia que consiste en un feudo. Para ello Brancaleone recurre al apoyo de un puñado de bandoleros mal armados y muy miedosos, que sólo buscan huir de las penurias del bandidaje sin correr grandes riesgos, y a quienes el fantasioso protagonista denomina seriamente "mi ejército" (llamado armata en italiano). La ingenuidad y poca valentía de Brancaleone y su medroso "ejército" causan situaciones irónicas y jocosas mientras el grupo de aventureros pobremente equipados busca llevar a buen término su misión.

## Reparto
- Gian Maria Volonté: Teofilatto dei Leonzi
- Carlo Pisacane: Abacuc
- Gianluigi Crescenzi: Taccone
- Ugo Fangareggi: Mangoldo
- Catherine Spaak: Matelda

- Folco Lulli: Pecoro
- Barbara Steele: Teodora
- Luigi Sangiorgi: Mastro Zito
- Enrico Maria Salerno: Zenone
- Maria Grazia Buccella: La vedova
- Pippo Starnazza: Piccioni
- Fulvia Franco: Luisa
- Tito García: Filuccio
- Joaquín Díaz: Guccione
- Luis Induni:  Luigi di Sangi
- Carlos Ronda: Enrico di Andrea
- Juan C. Carlos: Aldo di Scaraffone

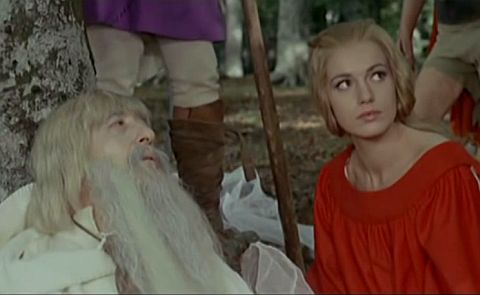
Gian Maria Volonté y Catherine Spaak
en un fotograma de la película.

- Alfio Caltabiano: Arnolfo Mano-di-ferro
- Philippa de la Barre de Nanteuil: Isadora
- Franco Latini: Abacuc
- Max Turilli: Mangoldo
- Enzo Liberti: Pecoro
- Luisella Visconti: Teodora
- Benita Martini: La vedova
- Francesco Sormano: Piccioni
- Antonio Guidi: Arnolfo Mano-di-ferro

## Recepción
La película fue la tercera película italiana más taquillera en Italia durante el año con una recaudación de 2 150 000 dólares.